# Route nationale 9 (Guadeloupe)
Pour les articles homonymes, voir Route nationale 9.
La route nationale 9, ou RN 9, est une route nationale française en Guadeloupe sur l'île de Marie-Galante de 22 km, qui relie Capesterre-de-Marie-Galante à Saint-Louis en traversant la ville de Grand-Bourg.

## Tracé
- Capesterre-de-Marie-Galante: reliée à la RD 203
- Grand-Bourg: reliée à la RD 203
- Saint-Louis reliée à la RD 205, la  RD 206 et la RD 201